# Galbella acaciae
Galbella acaciae es una especie de escarabajo del género Galbella, familia Buprestidae. Fue descrita científicamente por Descarpentries & Mateu en 1965.